# Daniël van Kaam
Daniël van Kaam (Delfzijl, 23 juni 2000) is een Nederlands-Braziliaans voetballer die doorgaans als middenvelder speelt. Hij verruilde in 2024 SC Cambuur voor Heracles Almelo.

## Carrière

### FC Groningen
Van Kaam speelde in de jeugd van VV Appingedam en FC Groningen, waar hij in 2017 een contract tot 2020 tekende. Het seizoen 2018/19 speelde hij voor Jong FC Groningen, waar hij op 25 augustus 2018 tegen Achilles '29 in de Derde divisie zaterdag debuteerde. Hij scoorde zijn eerste doelpunt voor Jong Groningen op 15 september 2018, in de met 1-1 gelijkgespeelde thuiswedstrijd tegen VV Eemdijk.
Van Kaam debuteerde voor het eerste elftal van FC Groningen op 6 oktober 2018, in een met 1-0 verloren uitwedstrijd tegen ADO Den Haag. Hij kwam in de 72e minuut in het veld voor Tom van de Looi. Halverwege het seizoen 2019/20 werd Van Kaam basisspeler bij Groningen. Op 12 december 2020 maakte hij zijn eerste doelpunt voor de club, tegen RKC Waalwijk (2-0).

### SC Cambuur
Medio 2022 verkaste Van Kaam naar SC Cambuur. Hij speelde zo goed als alle wedstrijden voor de Friezen. Aan het einde van het seizoen degradeerde de club naar de Keuken Kampioen Divisie. Ook op het tweede niveau speelde Van Kaam bijna alles.

### Heracles Almelo
In de zomer van 2024 maakte Van Kaam zijn rentree in de Eredivisie bij Heracles Almelo. Hij is hier afwisselend basisspeler en invaller.

## Clubstatistieken

### Beloften
| Seizoen                         | Club              | Land            | Competitie         | Competitie | Competitie | Overig | Overig | Totaal | Totaal |
| Seizoen                         | Club              | Land            | Competitie         | Wed.       | Dlp.       | Wed.   | Dlp.   | Wed.   | Dlp.   |
| ------------------------------- | ----------------- | --------------- | ------------------ | ---------- | ---------- | ------ | ------ | ------ | ------ |
| 2018/19                         | Jong FC Groningen | Nederland       | Derde divisie zat. | 27         | 6          | –      | –      | 27     | 6      |
| Totaal beloften                 | Totaal beloften   | Totaal beloften | Totaal beloften    | 27         | 6          | 0      | 0      | 27     | 6      |
| Bijgewerkt op 28 september 2020 |                   |                 |                    |            |            |        |        |        |        |

### Senioren
| Seizoen                    | Club            | Land           | Competitie     | Competitie | Competitie | Beker | Beker | Overig | Overig | Totaal | Totaal |
| Seizoen                    | Club            | Land           | Competitie     | Wed.       | Dlp.       | Wed.  | Dlp.  | Wed.   | Dlp.   | Wed.   | Dlp.   |
| -------------------------- | --------------- | -------------- | -------------- | ---------- | ---------- | ----- | ----- | ------ | ------ | ------ | ------ |
| 2018/19                    | FC Groningen    | Nederland      | Eredivisie     | 1          | 0          | 0     | 0     | –      | –      | 1      | 0      |
| 2019/20                    | FC Groningen    | Nederland      | Eredivisie     | 11         | 0          | 2     | 0     | –      | –      | 13     | 0      |
| 2020/21                    | FC Groningen    | Nederland      | Eredivisie     | 33         | 1          | 1     | 0     | –      | –      | 34     | 1      |
| 2021/22                    | FC Groningen    | Nederland      | Eredivisie     | 21         | 1          | 1     | 0     | –      | –      | 22     | 1      |
| 2022/23                    | SC Cambuur      | Nederland      | Eredivisie     | 27         | 1          | 2     | 0     | –      | –      | 29     | 1      |
| 2023/24                    | SC Cambuur      | Nederland      | Eerste divisie | 36         | 2          | 5     | 1     | –      | –      | 41     | 3      |
| 2024/25                    | Heracles Almelo | Nederland      | Eredivisie     | 21         | 0          | 3     | 0     | –      | –      | 24     | 0      |
| Carrièretotaal             | Carrièretotaal  | Carrièretotaal | Carrièretotaal | 140        | 0          | 14    | 0     | 0      | 0      | 164    | 6      |
| Bijgewerkt op 7 maart 2025 |                 |                |                |            |            |       |       |        |        |        |        |

## Persoonlijk
Daniël van Kaam is de oudere broer van Joël van Kaam, tevens voetballer bij FC Groningen. Toen de jongste op 8 november 2020 zijn debuut maakte in het eerste elftal voegden zij zich in een bijzonder rijtje van broers die samen speelden in het eerste elftal van FC Groningen, de enige anderen die dit deden waren Erwin & Ronald Koeman en Dominique & Gregoor van Dijk.